# Otmar Oliva
Otmar Oliva (* 19. února 1952 Olomouc) je český akademický sochař (kamenosochař), který se specializuje na tvorbu liturgických předmětů a úpravu chrámových prostor.

## Život
V letech 1967–1972 studoval na Střední uměleckoprůmyslové škole v Uherském Hradišti, následně do roku 1978 na Akademii výtvarných umění v Praze. V roce 1978 také absolvoval studijní pobyt v Řecku. Od roku 1970 spolupracoval s akademickým malířem Vladislavem Vaculkou. Roku 1979 byl zatčen a vězněn za šíření materiálů Charty 77.
Jakmile byl roku 1981 propuštěn, oženil se a usadil na Velehradě, kde také vybudoval ateliér a v roce 1985 také kovoliteckou dílnu. Podílel se na založení samizdatového nakladatelství Refugium Velehrad. Spolupracoval se zvonařskou dílnou Ditrichových v Brodku u Přerova. Roku 1993 poprvé navštívil Řím a následujícího roku začal tvořit pro Vatikán. Jeho nejvýznamnější prací je výzdoba kaple Jana Pavla II. Redemptoris Mater, jejíž součástí je také papežský trůn, který je prvním papežským trůnem od dob Berniniho. Olivovi se také dostalo cti vytvořit medaili k významnému 20. výročí pontifikátu papeže Jana Pavla II. (1998). Oliva je jediným Čechem, který tuto medaili kdy vytvořil.

### Výzdoba pro trnavskou katedrálu sv. Jana Křtitele
V roce 2010 u Otmara Olivy objednal tehdejší arcibiskup Róbert Bezák liturgickou výzdobu pro katedrálu sv. Jana Křtitele v Trnavě. Oliva v rámci zakázky za tři miliony korun se svými spolupracovníky vytvořil bronzový oltář, křtitelnici, monstrance, svícny či biskupskou berlu. Bezák byl však ze svého úřadu v červenci 2012 odvolán.
Oliva dílo dokončil, Bezákův nástupce Ján Orosch však jeho smlouvu neuznává. Jednak po výtvarníkovi nově požaduje zaplatit DPH ve výši 700 tisíc, jednak si nepřeje v katedrále moderní umění. Instalaci děl v chrámu podle Orosche brání technické důvody, dal by proto přednost jejich umístění v méně významném kostele. „Já jsem to dělal do katedrály... Když sochař dělá nějakou věc, tak to dělá přesně na to místo," uvedl Oliva.
V listopadu 2013 Oliva nechal dopravit dílo do Trnavy. Místo v katedrále skončilo ve skladu arcibiskupství.

## Dílo
Mezi významné Olivovy práce patří:
- interiéry:
  - kaple Redemptoris Mater

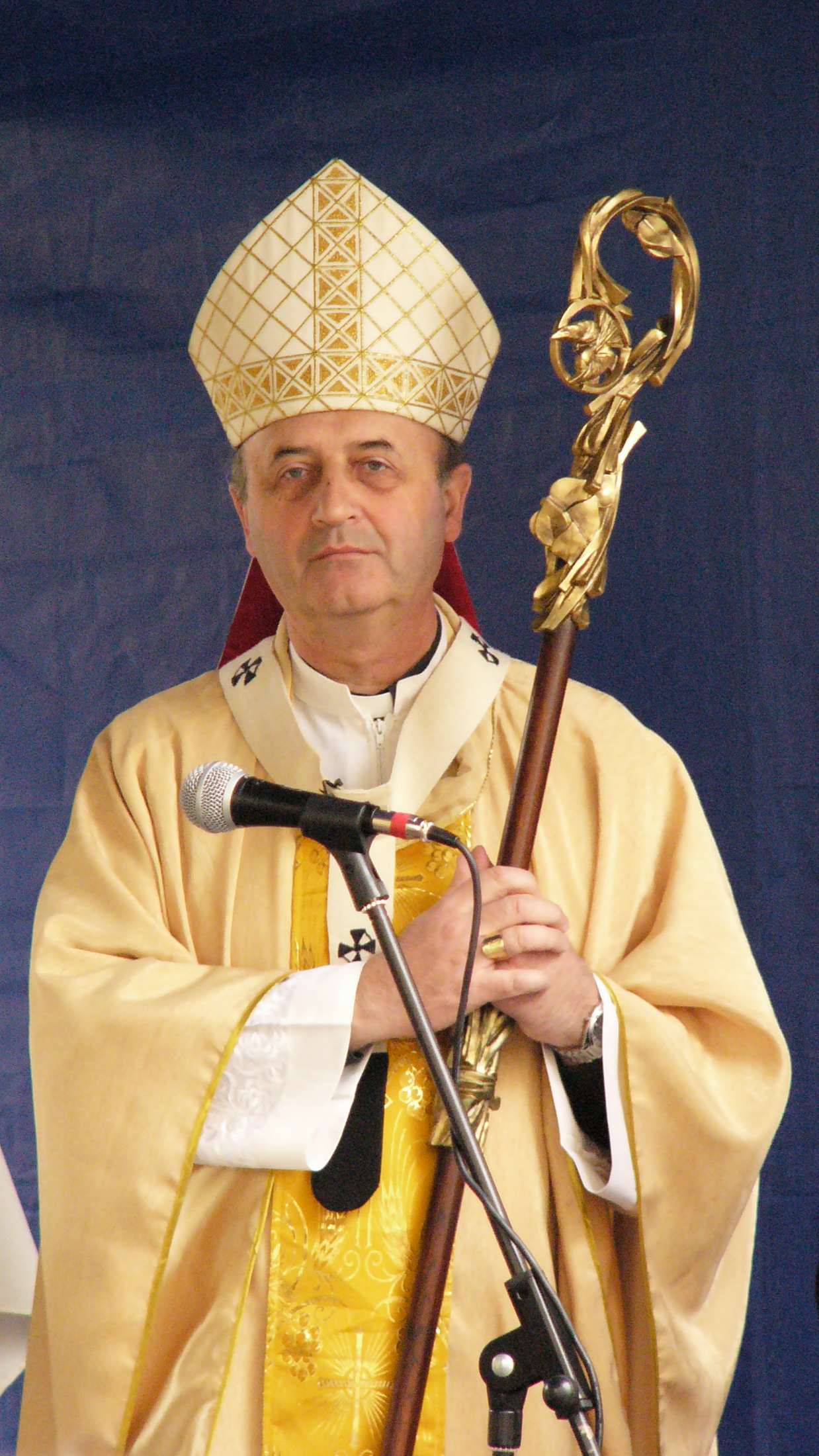
biskupská hůl

  - výzdoba liturgického prostoru v bazilice na Velehradě, v kostele v Kyselovicích, v Salaši u Velehradu, v Olomouci-Chválkovicích, na Svaté Hoře u Příbrami, kostele Panny Marie Vítězné v Praze na Malé Straně
  - řešení interiérů chrámu Panny Marie Matky církve v Mariboru ve Slovinsku
  - relikviář sv. Jana Sarkandera pro katedrálu sv. Václava v Olomouci (návrh)
  - interiér adorační kaple v brněnské katedrále
  - 2005 – bronzový oltář s mramorovou deskou pro kostel Panny Marie Sněžné v Olomouci
  - relikviáře, medaile, biskupské hole (např. biskupskou hůl zhotovenou v roce 1994 pro Josefa Hrdličku dnes používá také Jan Graubner)
  - liturgická výzdoba pro katedrálu sv. Jana Křtitele v Trnavě – neinstalována

- náhrobky:
  - náhrobek Msgr. Jana Šrámka na Velehradě

- pomníky:
  - 2000 - pamětní deska Jan Zahradníček a Akord v Brně
  - pomník česko-moravsko-slovenské vzájemnosti na Velké Javořině
  - pamětní deska s bustou Františka kardinála Tomáška v Moravské Huzové
  - pamětní deska na olomouckém arcibiskupství věnovaná Antonínu Cyrilu Stojanovi, Josefu Karlu Matochovi a návštěvě Jana Pavla II.

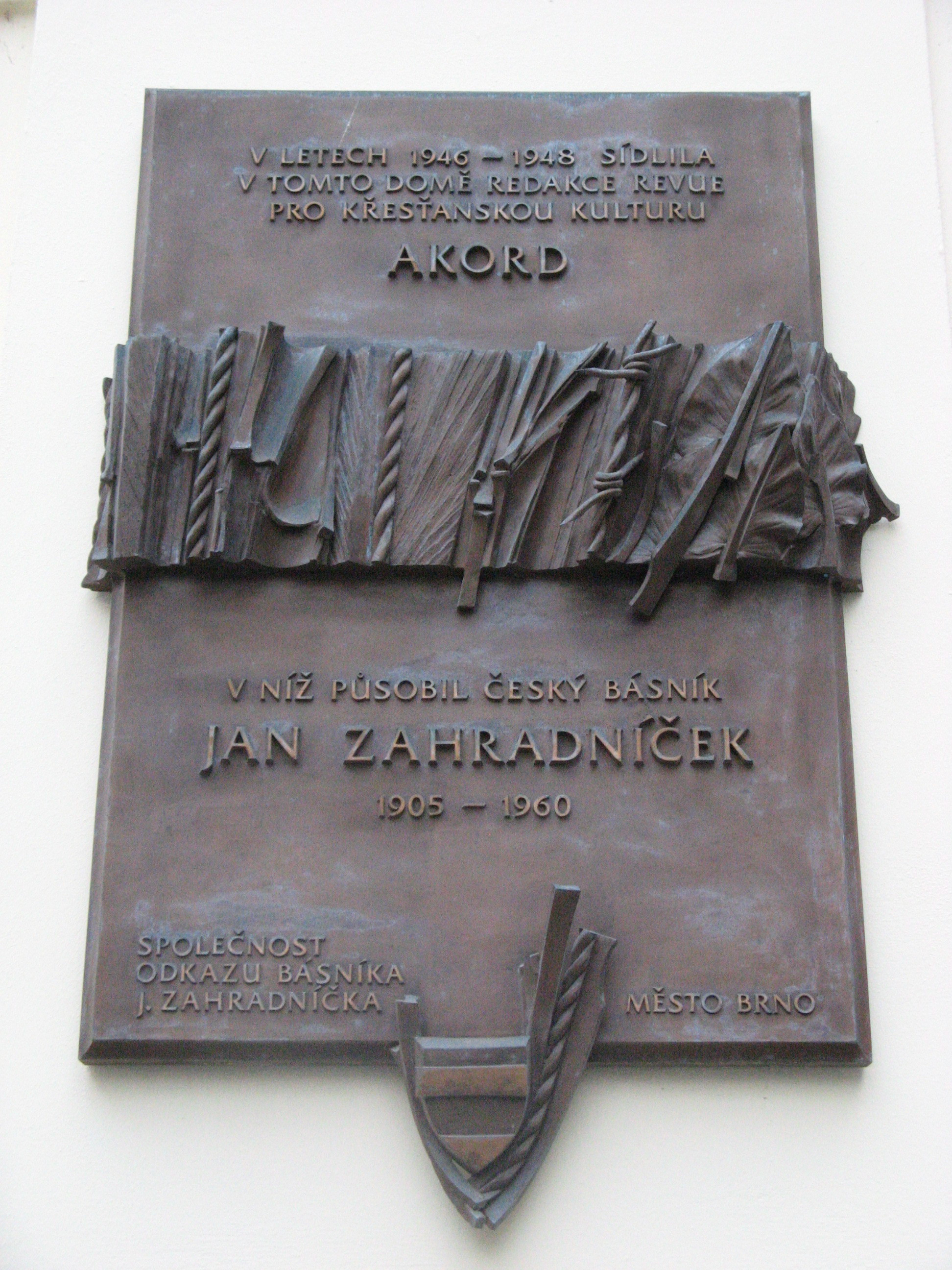
Pamětní deska Jan Zahradníček a Akord v Brně
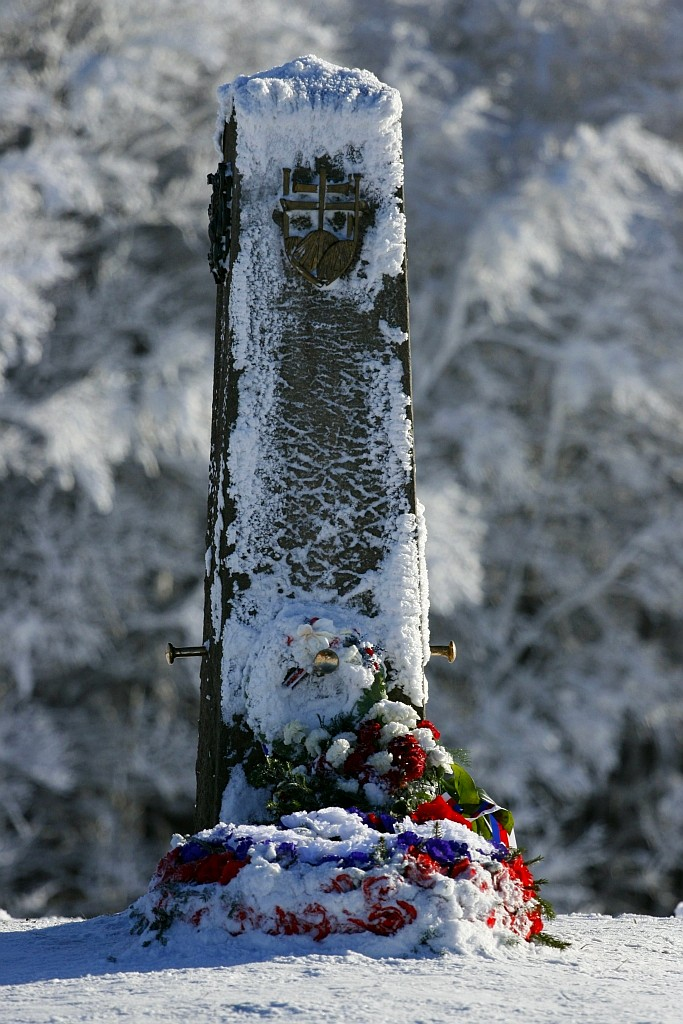
pomník česko-moravsko-slovenské vzájemnosti na Velké Javořině
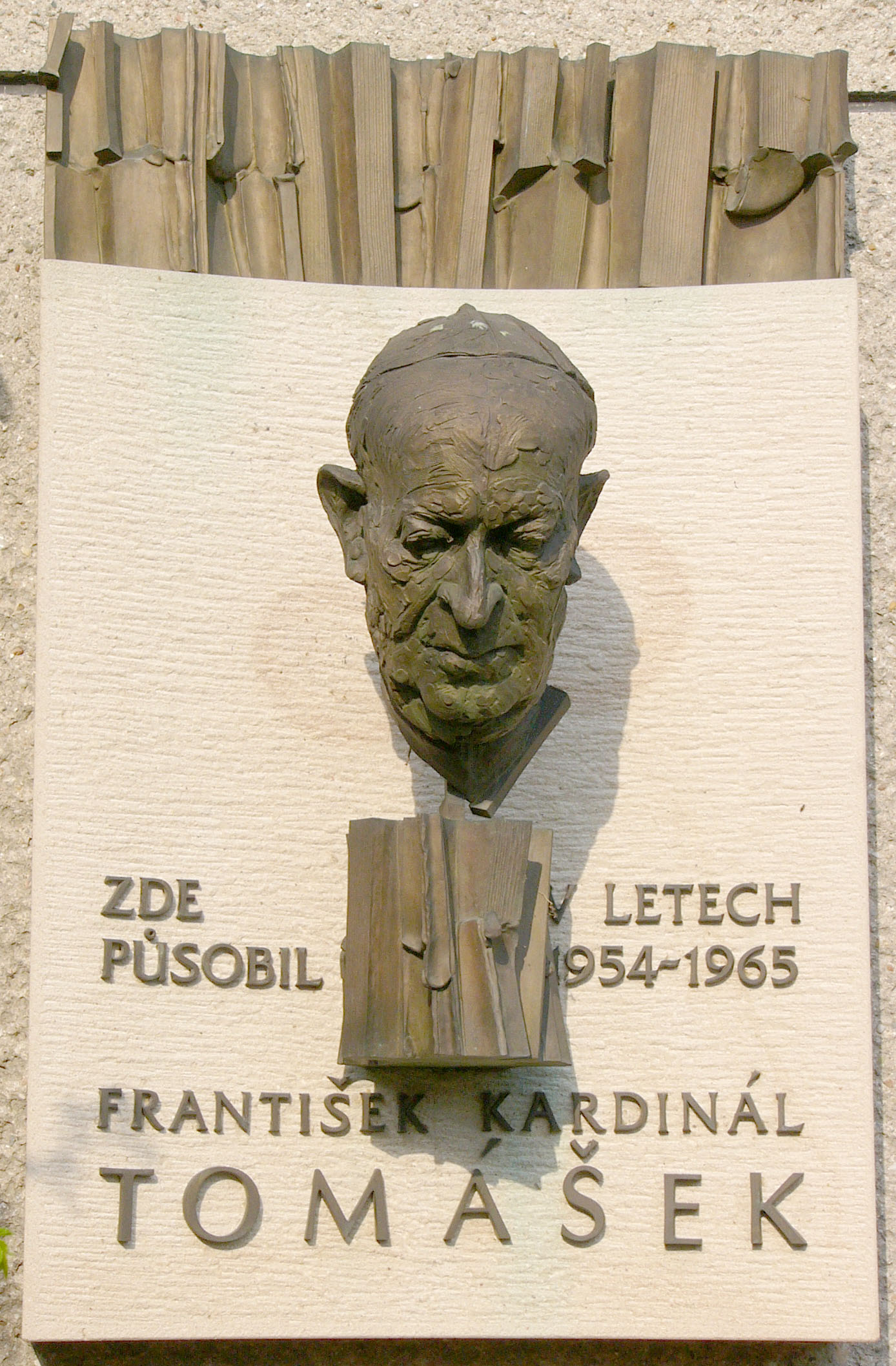
Pamětní deska s bustou Františka kardinála Tomáška v Moravské Huzové
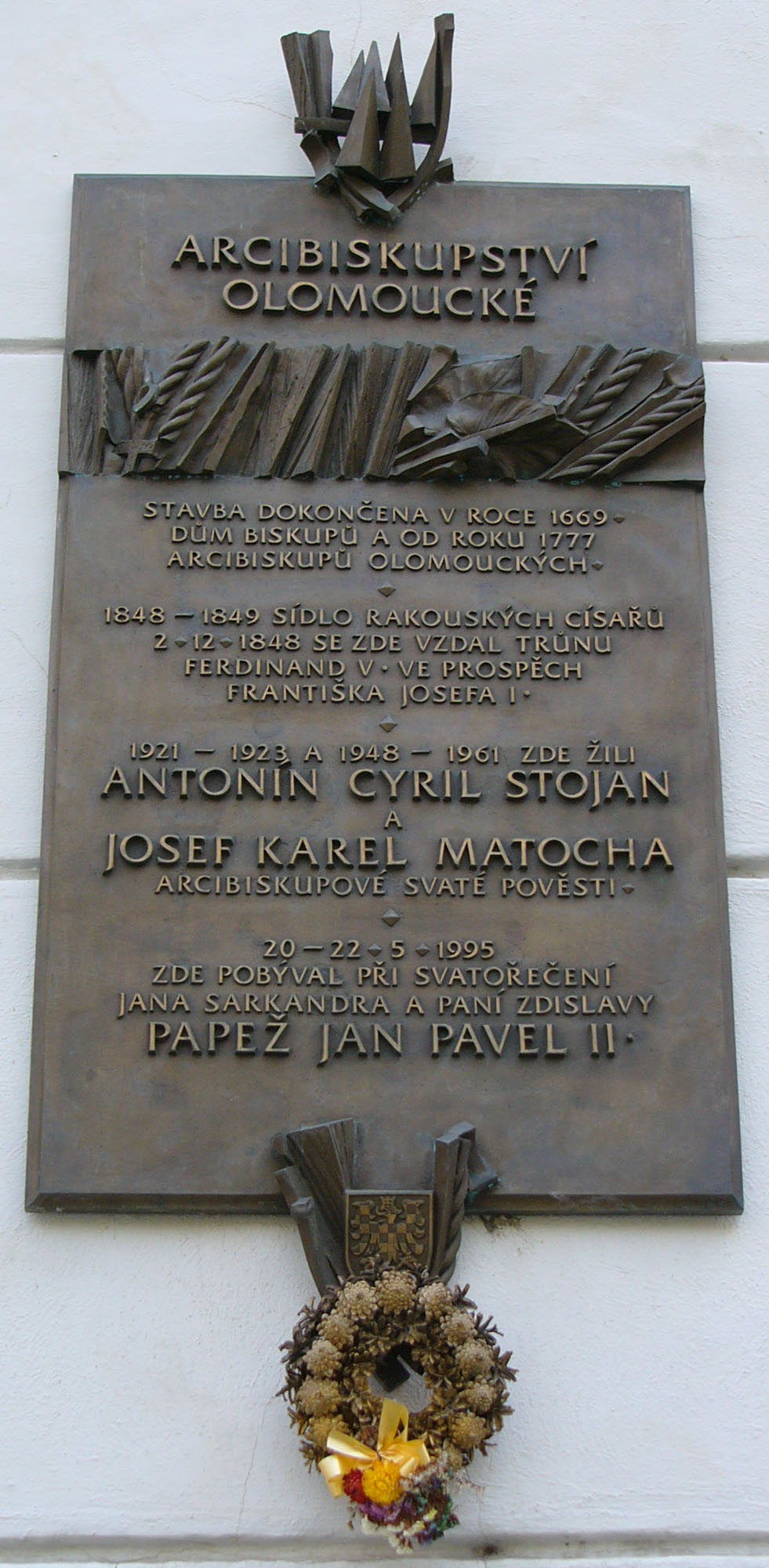
Pamětní deska od Otmara Olivy na budově olomouckého arcibiskupství
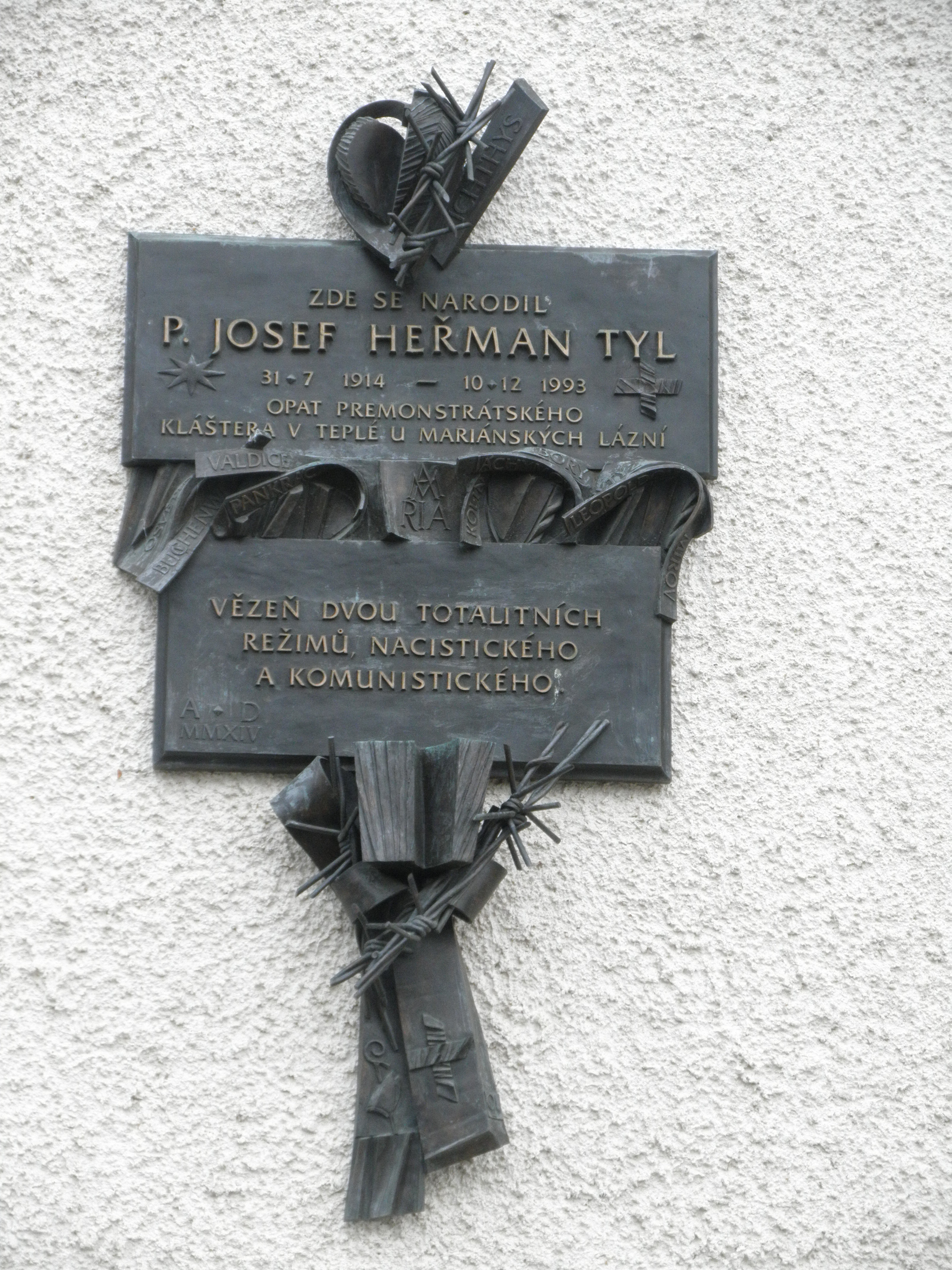
Pamětní deska na rodném domě Josefa Heřmana Tyla
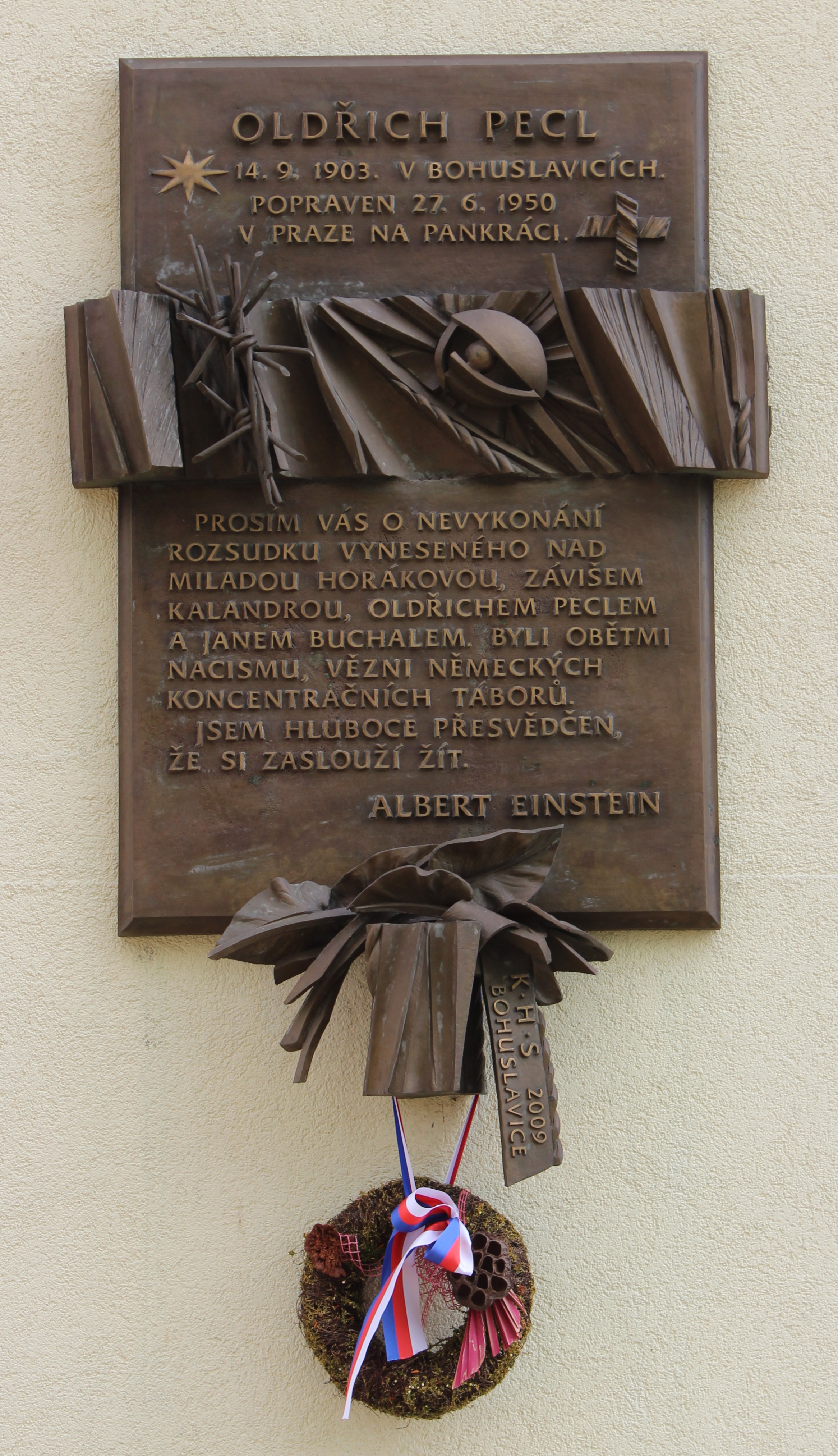
Plaketa - Oldřich Pecl
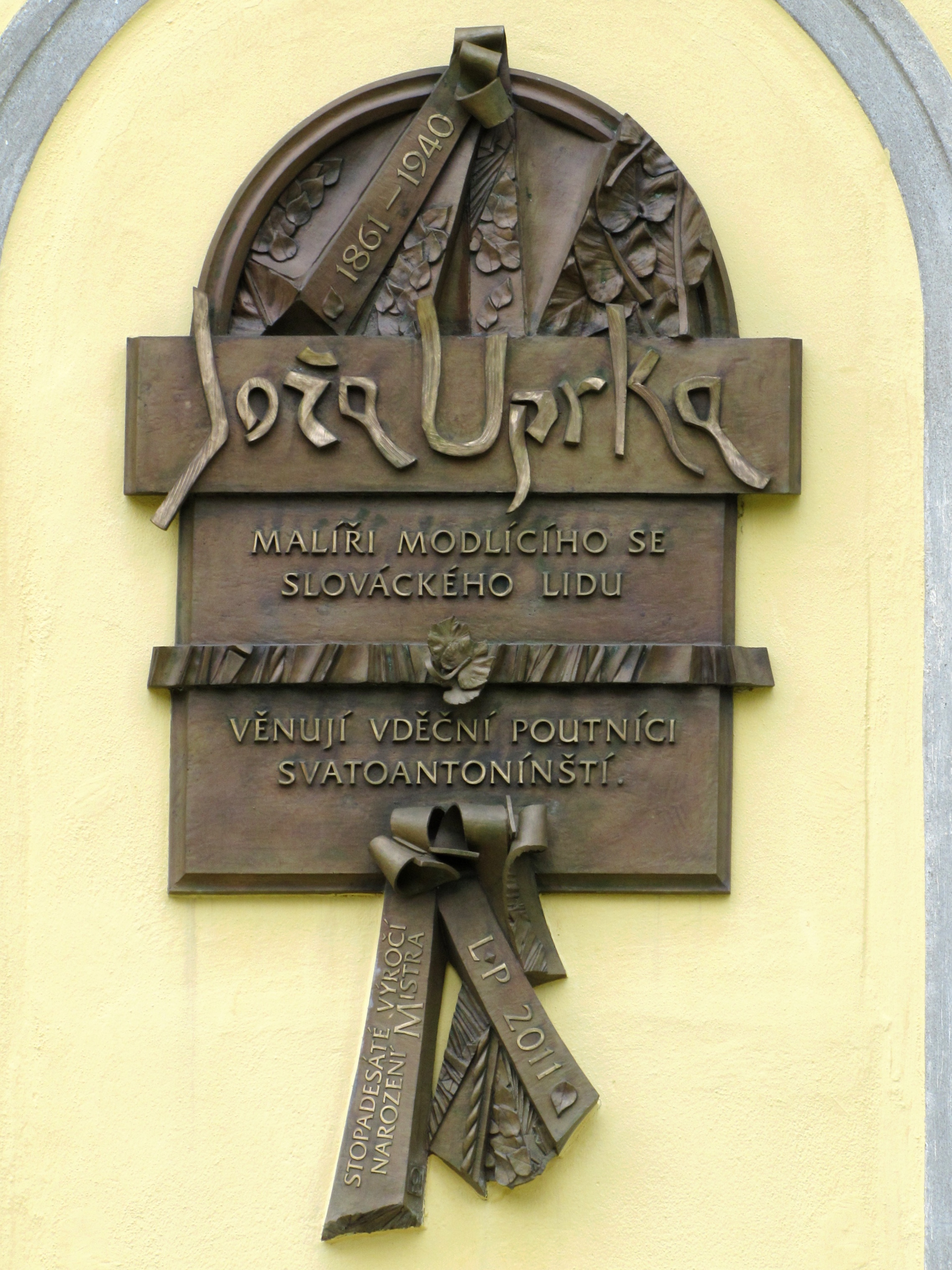
Pamětní deska - Joža Uprka

- fontány:
  - 1996 – fontána v areálu kapucínského kláštera v Brně
  - 2000 – fontána na nádvoří Reduty v Uherském Hradišti
  - 2007 – Pramen živé vody svatého Jana Sarkandra v Olomouci

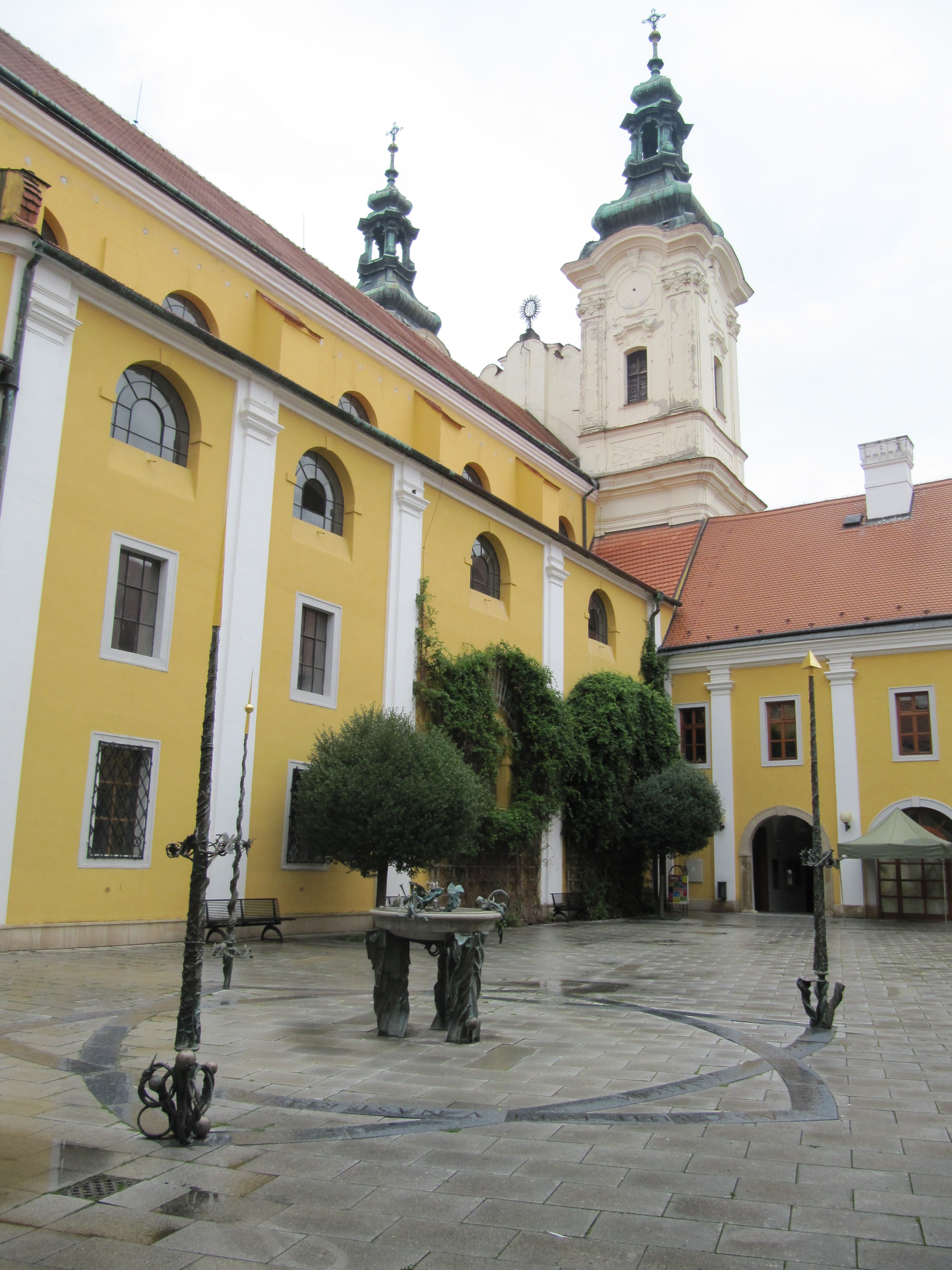
fontána v Uherském Hradišti
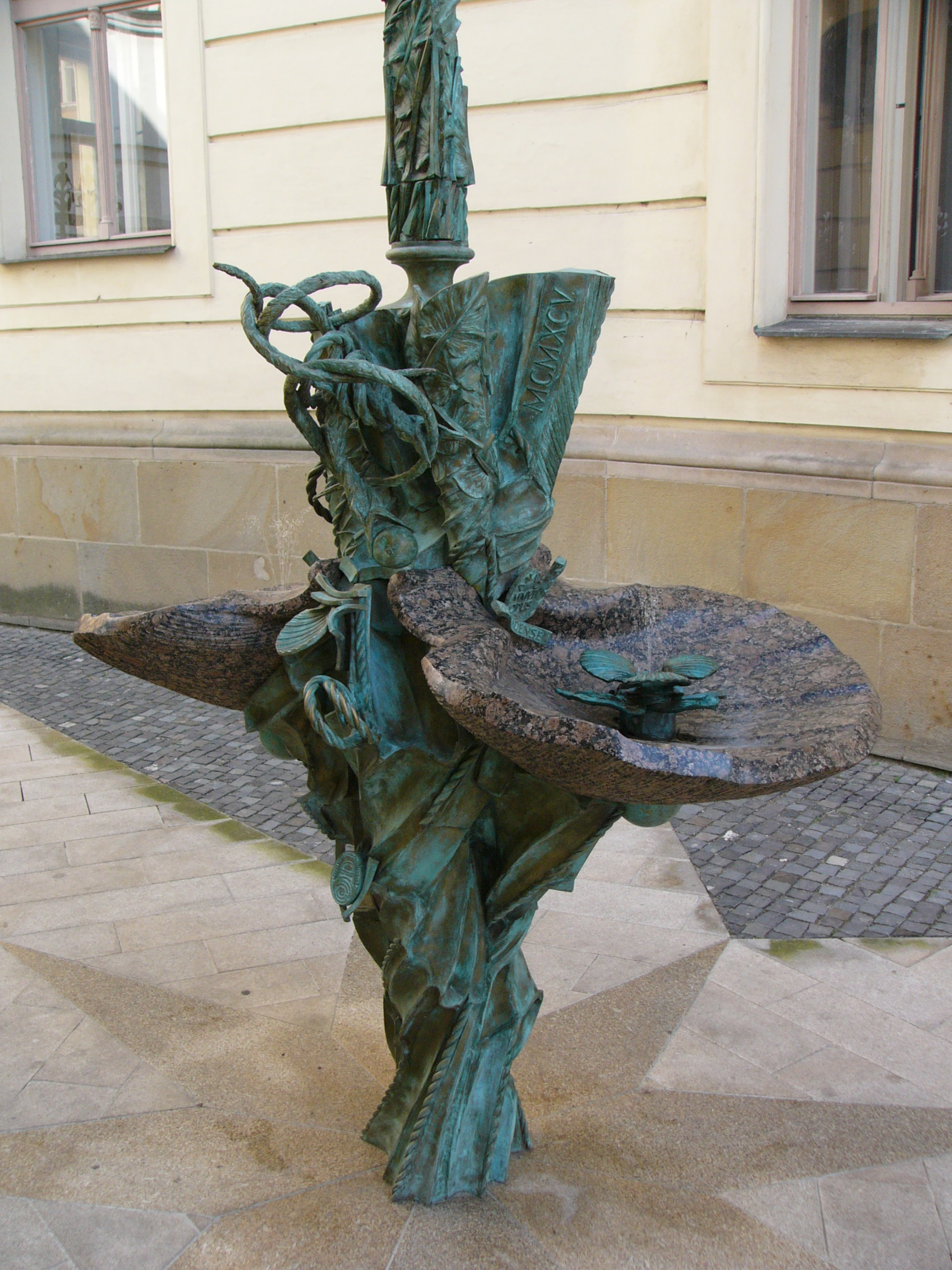
Detail fontány Pramen živé vody svatého Jana Sarkandra

## Ocenění
V červnu 2022 obdržel Cenu města Olomouce za rok 2021 v oblasti kultura.